# Алешка, Вячеслав Иосифович
Вячеслав Иосифович Алешка (26 марта 1939 — 2 июня 2018) — белорусский фотограф, писатель, журналист,  государственный деятель. 

## Биография
Родился Вячеслав Алешка в 1939 году в деревне Хиноловка Слуцкого района Минской области. После окончания школы год проработал в колхозе «Победа», затем был призван в армию, где проходил службу с 1958 по 1961 год. Вернувшись в родную деревню, активно участвовал в общественной жизни, работал инструктором Слуцкого РК ЛКСМБ, писал статьи и заметки в местные газеты, занимался фотографией, которой увлекся в юности.
В 1969 году окончил Белорусскую сельскохозяйственную академию по специальности «агрономия».
В 1966 году назначен заведующим организационным отделом райкома КПБ Минской области, а в 1969 г. секретарем Стародорожского райкома КПБ.
С 1971 г. работал инструктором отдела организационно-партийной работы ЦК КПБ.
С 1973 г. по 1983 г. — первый секретарь Клецкого райкома КПБ .
С 1983 по 1994 — заместитель председателя Госкомитета БССР по охране природы.
С 1994 по 1995 — заместитель министра природных ресурсов и охраны окружающей среды Республики Беларусь.
С 1995 по 2000 — директор белорусского научно-исследовательского центра «Экология».
Фотографии и статьи Вячеслава Алешки о родной земле, людях, работающих на ней, белорусской природе неоднократно печатались в журналах «Родная прырода», «Беларусь». За публицистические очерки, опубликованные в журнале «Беларусь», об успехах и проблемах села он был удостоен звания победителя по итогам 1983 года. Накопленный опыт был также отражен в книге «Стратегия поиска» (1985).
Главным увлечением жизни Вячеслава Алешки была фотография. Через всю жизнь он пронес огромную любовь к природе родной страны, увлеченно исследуя её просторы. Он был одним из первопроходцев среди белорусских фотоохотников, прекрасно знал повадки птиц и зверей, сделал множество уникальных фотографий. В 1985 году В. Алешка подготовил и издал фотоальбом «Спатканне з лесам», который дважды переиздавался и стал уникальной книгой, известной всем профессиональным фотографам Беларуси.
Первая фотовыставка Вячеслав Алешки была организована в 1980-м году сотрудниками Белорусского телевидения в Минске в кинотеатре «Партизан» при съемках документально фильма «Ради доброго дня» (режиссёр И. Ф. Заяц) о его работе руководителем Клецкого района и увлечении фотографией. В последующие годы разнообразные пейзажи, картины фотоохоты, снятые в различных уголках Беларуси, неоднократно демонстрировались автором на различных выставках (Полоцк, Гродно, Брест, Витебск, Могилев, Слуцк, Солигорск, Клецк, Речица, Барановичи, Минск, Вильнюс).
В. Алешка автор семи книг о природе и фотоальбомов. Первая книга «С любовью к природе» вышла в 1977. Фотоальбомы «Спатканне з лесам» (1985), «Наедине с природой» (1996), «Беларусь заповедная» (2007) принесли автору славу фотомастера, который глубоко и поэтично отразил красоту и уникальность родной природы.

## Награды и премии
- Медаль «За доблестный труд» (1970 г.)
- Орден Знак Почета (21.12.1973 г.) — за особые заслуги в области социалистического строительства.
- Орден Ленина (27.12.1976 г.) — за особые заслуги в области социалистического строительства.
- Серебряная медаль ВДНХ СССР (1975, 1977, 1981 гг.) — за достигнутые успехи в развитии народного хозяйства СССР.
- Медаль «Ветеран труда» (2000 г.).
- Нагрудный знак «Почетный эколог» (2010).

## Память
9 мая 2019 года в городском сквере города Клецка был открыт памятный знак в честь Вячеслава Иосифовича Алешки, который с 1973 по 1983 годы являлся первым секретарем районного комитета партии и был инициатором создания в Клецке мемориального комплекса советским воинам, партизанам и клетчанам, погибшим в годы Великой Отечественной войны.
«Ради доброго дня» Архивная копия от 18 января 2022 на Wayback Machine. Документальный фильм белорусского телевидения.
Алешка Вячаслаў // Памяць: Гіст.-дак. хроніка Клецкага р-на / Уклад. М.С. Кусянкоў; маст. Э.Э. Жакевіч. – Мн.: Маст. літ , 1999. — С. 534-536, 580-582. 